# Coppa del Re 1984 (hockey su pista)
La Coppa del Re 1984 è stata la 41ª edizione della principale coppa nazionale spagnola di hockey su pista. La fase finale della competizione ha avuto luogo dal 16 maggio e si è conclusa con la finale in campo neutro ad La Coruña l'8 luglio 1984.
Il trofeo è stato conquistato dal Liceo La Coruña per la seconda volta nella sua storia superando in finale il Barcellona.

## Risultati

### Ottavi di finale
| Squadra 1       | Totale | Squadra 2     | Andata | Ritorno |
| --------------- | ------ | ------------- | ------ | ------- |
| Vic             | 5 - 8  | Cibeles       | 2 - 2  | 3 - 6   |
| Noia            | 8 - 9  | Voltregà      | 2 - 7  | 6 - 2   |
| Dominicos       | 6 - 15 | Vilanova      | 3 - 5  | 3 - 10  |
| Barcellona      | 16 - 9 | Reus Deportiu | 8 - 2  | 8 - 7   |
| Sentmenat       | 7 - 11 | Piera         | 5 - 5  | 2 - 6   |
| Tordera         | 17 - 7 | Rei           | 9 - 4  | 8 - 3   |
| Mollet          | 4 - 13 | Cerdanyola    | 1 - 5  | 3 - 10  |
| Liceo La Coruña | 8 - 2  | Reus Ploms    | 4 - 1  | 4 - 1   |

### Quarti di finale
| Squadra 1       | Totale | Squadra 2  | Andata | Ritorno |
| --------------- | ------ | ---------- | ------ | ------- |
| Cerdanyola      | 6 - 5  | Piera      | 5 - 2  | 1 - 3   |
| Liceo La Coruña | 9 - 4  | Tordera    | 7 - 3  | 2 - 1   |
| Vilanova        | 6 - 10 | Cibeles    | 4 - 3  | 2 - 7   |
| Voltregà        | 5 - 8  | Barcellona | 3 - 3  | 2 - 5   |

### Semifinali
| Squadra 1  | Totale | Squadra 2       | Andata | Ritorno |
| ---------- | ------ | --------------- | ------ | ------- |
| Barcellona | 20 - 3 | Cibeles         | 11 - 1 | 9 - 2   |
| Cerdanyola | 3 - 8  | Liceo La Coruña | 3 - 1  | 0 - 7   |

### Finale
| La Coruña 8 luglio 1984 | Barcellona | 2 – 4 | Liceo La Coruña | Pazo dos Deportes de Riazor |